# Architektura 36-bitowa
Architektura 36-bitowa – architektura komputera, w której słowa, adresy i inne dane mieszczą się w najwyżej 36 bitach pamięci.
Wiele wczesnych komputerów kierowanych na rynek naukowy było przystosowanych do obliczeń o 36-bitowej dokładności. Taka długość słowa była akurat odpowiednia, by reprezentować dane liczbowe w dokładności odpowiadającej 10 cyfrom dziesiętnym (ścisłe minimum to 35). Możliwe było również używanie sześciu znaków alfanumerycznych dzięki 6-bitowemu kodowaniu.
Przed wprowadzeniem komputerów taka 10-cyfrowa dokładność była szczytem możliwości technicznych jeśli chodzi o obliczenia naukowe i inżynierskie: tyle oferowały mechaniczne i elektromechaniczne kalkulatory oferowane przez takie firmy jak Friden, Marchant i Monroe. Kalkulatory te miały rzędy przycisków odpowiadających poszczególnym cyfrom, a ich operatorzy byli wyszkoleni w używaniu wszystkich palców przy wprowadzaniu danych. Cała 10 cyfrowa liczba była wprowadzana przez jednoczesne (równoległe) wciśnięcie wszystkich przycisków, więc konstruowanie kalkulatora bardziej dokładnego było niecelowe.
Komputery dwójkowe, jako nowy rywal owych kalkulatorów, musiały im dorównać dokładnością. Dziesiętne komputery sprzedawane, takie jak IBM 650 i 7070 w tej epoce również miały dokładność 10 cyfr. Podobnie ENIAC, jeden z pierwszych komputerów, używał liczb 10-cyfrowych.
Wśród komputerów 36-bitowych wymienić można:
- polskie: XYZ i ZAM-2
- MIT Lincoln Laboratory TX-2
- IBM serii 700 i 7000
- UNIVAKI 1103, 1103A, 1105 i 1100/2200
- General ElectricGE serii 600 i Honeywell serii 6000
- Digitale PDP-6/10 (użyte w zestawach DECsystem-10/DECSYSTEM-20)
- Symbolics serii 3600

Mniejsze komputery takie jak PDP-1, 9 i 15 używały słowa 18-bitowego, tak, aby dwukrotność długości słowa dawała 36 bitów.
Opisane tu komputery typowo korzystały z 18-bitowej przestrzeni adresowej, ale z dokładnością do słów nie (co w dzisiejszych komputerach jest normą) bajtów. Efektywnie umożliwiało to zaadresowanie do 218 słów 36-bitowych, co odpowiada liczbie 9 437 184 bitów (około 1 MB). Wiele z tych maszyn było też fizycznie ograniczonych do tej wielkości pamięci. Te architektury, które przetrwały, wypracowały sposób obsługi większych pamięci dzięki technikom takim jak segmentacja.
Typowe formaty zapisu danych znakowych w jednym 36-bitowym słowie obejmowały:
- 6 znaków formatu Fielddata lub IBM-owego BCD
- 5 znaków 7-bitowych i jeden bit nieużywany (konwencja PDP 6/10)
- 4 znaki 8-bitowe (ASCII lub EBCDIC) i 4 bity wolne
- 4 znaki 9-bitowe (konwencja Multicsa)[2]

Znaki te odczytywane były z 36-bitowych ciągów przy użyciu standardowych technik mask bitowych i operacji przesuwania bitów, albo przy użyciu specjalizowanych funkcjonalności sprzętowych. UNIVAC 1100/2200 używał w tym celu wskaźnika części słowa lub rejestru „J”. GE-600 dysponował możliwością wyłuskiwania znaków 6- lub 9- bitowych. PDP 6/10 miał specjalne instrukcje do obsługi pól bitowych dowolnej długości (od 1 bitu do 36 włącznie). Język C wymaga możliwości adresowania całej pamięci z dokładnością do bajtu, więc implementacje tego języka na opisanych komputerach zakładają bajt 9-bitowy.
Z chwilą wprowadzenia przez IBM Systemu/360 w obliczeniach naukowych spopularyzowana została notacja zmiennoprzecinkowa i mechaniczne kalkulatory przestały się liczyć jako konkurencja dla komputerów. 360 wprowadziło także obliczenia dziesiętne zmiennej dokładności dla aplikacji biznesowych. W wyniku tego używanie długości słowa będącej potęgą dwójki szybko się upowszechniło i stało się standardem.